# Incitación
En el derecho penal, la incitación, inducción o instigación son conceptos que se refieren al estímulo o convencimiento intencional a otra persona para que cometa un delito, donde generalmente el inductor no participa de su comisión. Dependiendo de la jurisdicción, la inducción puede ser tipificada en general para todos los delitos, o puede restringirse a ciertos delitos en particular, como los delitos de odio o el terrorismo.

## Derecho internacional
El artículo 20 del Pacto Internacional de Derechos Civiles y Políticos consagra la prohibición de la incitación al odio, al exigir que la ley prohíba toda apología del odio nacional, racial o religioso que constituya incitación a la discriminación, la hostilidad o la violencia. La Oficina del Alto Comisionado de las Naciones Unidas para los Derechos Humanos ha definido incitación al odio como «declaraciones sobre colectivos nacionales, raciales o religiosos que generen un riesgo inminente de discriminación, hostilidad o violencia hacia personas que pertenezcan a esos colectivos».
El hecho de que pocos periodistas hayan sido procesados por incitación al genocidio y crímenes de guerra, a pesar de su reclutamiento por los gobiernos como propagandistas, se explica por el estatus social relativamente privilegiado de los periodistas y la posición institucional privilegiada de las organizaciones de noticias en las sociedades liberales, que asignan un alto valor a una libertad de prensa.